# Jyeuhair
Jyeuhair, de son vrai nom Jason Rhobinson, né en 1995 en Guyane, est un rappeur et auteur-compositeur franco-malgache.
Sa participation à la saison 3 de l'émission Nouvelle École, qui parait sur Netflix à l’été 2024, lui permet de se faire connaitre d'un large public.
Comparé par certains à Kendrick Lamar, il a été salué pour sa polyvalence aussi bien scénique, par sa capacité à s'adapter à divers styles de musique, mais il a également démontré des talents de beatmaker, directeur artistique et monteur vidéo.

## Biographie

### Jeunesse
Né en Guyane mais d'origine malgache, Jyeuhair (pseudonyme tiré des trois initiales de son nom Jason E. Rhobinson) a grandi entre Madagascar, Marseille et Djibouti. Il a ensuite déménagé à Caen pour suivre ses études à l'école des Beaux-Arts.

### Carrière
Artiste dans l'âme, il écrit et compose ses musiques depuis ses 13 ans.
En 2017, Jyeuhair rejoint le collectif La Dose avec lequel il produira son premier EP solo Anamo.
En 2019, il fait les premières parties du groupe Columbine, Disiz et Guizmo.
En 2020, il est propulsé par le tremplin musical du printemps de Bourges, Buzz Booster Normandie, qu'il remporte.
En 2023, il participe à la troisième saison du concours Nouvelle École sur Netflix dont le jury est composé de SCH, Aya Nakamura et SDM qui sera diffusé l’année suivante. Il va jusqu'en finale, et finit en troisième position derrière Youssef Swatt's et Dadi. Il sort son album MYLNUI le 29 novembre avec 10 titres: Jeune Malagasy, Quoipourquoi, Défiler, Ouais ouais, Vite, Hypo, Vision, Addiction, Bye bye adios et Whouushh!!.

## Discographie

### Album studio
- 2024 : Mylnui[5]

### EP en collaboration
- 2017 : Anamo (avec La Dose)

### EP
- 2020 : OBZERV
- 2021 : LAVENTUR
- 2024 : DAIZOISO

### Singles
- 2021 : ALDÉBARAN
- 2022 : ELEFAN
- 2022 : C'EST MORT C'EST DEAD
- 2022 : Malades (feat. Lebeaubordel)
- 2023 : CIEL
- 2024 : ÇA VA ALLER
- 2024 : NOUICI
- 2024 : Tour Karin (feat. COEFF)
- 2024 : JEUNE MALAGASY
- 2024 : Sarouel - Nouvelle École
- 2024 : Peace - Nouvelle École
- 2024 : C'est La Vie - Nouvelle École
- 2024 : Misaotra - Nouvelle École
- 2024 : TOC (feat. Maureen)
- 2024 : VAULT

### Apparitions
- 2021 : Joseph Kamel - Ce que je préfère feat. Jyeuhair
- 2022 : Lebeaubordel - Malades feat. Jyeuhair
- 2023 : Barlem B - C'est nous feat. Jyeuhair et Docmé
- 2024 : Maureen - TOC feat. Jyeuhair